# Hemithyrsocera ignobilis
Hemithyrsocera ignobilis är en kackerlacksart som beskrevs av Robert Walter Campbell Shelford 1906. Hemithyrsocera ignobilis ingår i släktet Hemithyrsocera och familjen småkackerlackor. Inga underarter finns listade i Catalogue of Life.